# McCauley Island
McCauley Island är en ö i Kanada.   Den ligger i provinsen British Columbia, i den sydvästra delen av landet, 3 900 km väster om huvudstaden Ottawa. Arean är 287 kvadratkilometer.
Terrängen på McCauley Island är lite kuperad. Öns högsta punkt är 453 meter över havet. Den sträcker sig 26,9 kilometer i nord-sydlig riktning, och 22,0 kilometer i öst-västlig riktning.
I omgivningarna runt McCauley Island växer i huvudsak barrskog. Trakten runt McCauley Island är nära nog obefolkad, med mindre än två invånare per kvadratkilometer.